# Eli Lampridi
Eli Lampridi (en llatí Aelius Lampridius) va ser un historiador romà, un dels sis escriptors de l'Historiae Augustae.
El seu nom apareix a les biografies de Còmmode, Antoní, Elagàbal i Alexandre Sever, però no hi unanimitat sobre els autors de cada biografia i molts atribueixen aquestes biografies (i d'altres) a Deli o Eli Espartià, cosa que va fer pensar a Claude Saumaise que podia ser la mateixa persona, i el seu nom complet seria Eli Lampridi Espartià (Aelius Lampridius Spartianus).